# NXT TakeOver: WarGames (2017)
L'édition WarGames de NXT TakeOver est une manifestation de catch (lutte professionnelle) produite par la World Wrestling Entertainment, une fédération de catch américaine, qui est diffusée sur le WWE Network et visible uniquement en streaming payant vie le WWE Network. Cet événement met en avant les Superstars de la NXT, le club-école de la compagnie. L'événement s'est déroulé le 18 novembre 2017 au Toyota Center à Houston, dans l'état du Texas. Il s'agit du dix-huitième événement de NXT TakeOver.

## Contexte
Les spectacles de la World Wrestling Entertainment (WWE) sont constitués de matchs aux résultats prédéterminés par les scénaristes de la WWE. Ces rencontres sont justifiées par des storylines – une rivalité avec un catcheur, la plupart du temps – ou par des qualifications survenues dans les shows de la WWE telles que Raw, SmackDown et NXT. Tous les catcheurs possèdent une gimmick, c'est-à-dire qu'ils incarnent un personnage gentil (Face) ou méchant (Heel), qui évolue au fil des rencontres. Un événement comme WarGames est donc un événement tournant pour les différentes storylines en cours,.

## Tableau des matchs
| Ordre par numéros                                                                         | Résultat | Stipulation(s)                                            | Temps |
| ----------------------------------------------------------------------------------------- | --- | --------------------------------------------------------- | ----- |
| 1                                                                                         | Lars Sullivan bat Kassius Ohno | Match simple                                              | 5:11  |
| 2                                                                                         | Aleister Black bat The Velveteen Dream | Match simple                                              | 14:37 |
| 3                                                                                         | Ember Moon bat Kairi Sane, Peyton Royce et Nikki Cross | Fatal 4-Way match pour le NXT Women's Championship vacant | 9:52  |
| 4                                                                                         | Andrade "Cien" Almas (avec Zelina Vega) bat Drew McIntyre (c) | Match simple pour le NXT Championship                     | 14:52 |
| 5                                                                                         | The Undisputed Era (Adam Cole, Bobby Fish et Kyle O'Reilly) battent SAnitY (Alexander Wolfe, Eric Young et Killian Dain) et The Authors of Pain (Akam et Rezar) et Roderick Strong (avec Paul Ellering) | Triple Threat WarGames match                              | 36:37 |
| La lettre C placée entre parenthèses désigne la personne ou l’équipe championne en titre. | |                                                           |       |